# デューイ・セルモン
デューイ・セルモン（Dewey Selmon 1953年11月19日- ）はオクラホマ州ユーフォーラの元アメリカンフットボール選手。1976年にNFLのエクスパンションチームとなったタンパベイ・バッカニアーズに弟のリー・ロイ・セルモンと共に入団した。
オクラホマ大学ではバリー・スウィッツァーヘッドコーチの下、1974年、1975年と全米チャンピオンになると共にオールアメリカンに選ばれ、1976年1月に行われた第1回ジャパンボウルにも兄弟そろって来日した。
1976年のNFLドラフト2巡目でタンパベイ・バッカニアーズに指名されて入団した（ドラフト全体1位は弟のリー・ロイ・セルモン）。
1981年開幕直前に故障者リスト入りしシーズンを棒に振った。1982年にドラフト指名権と引換にサンディエゴ・チャージャーズに移籍、その年で現役を引退した。